# Pompás indonéz üstökösgém
A pompás indonéz üstökösgém vagy indonéz üstökösgém (Ardeola speciosa) a madarak (Aves) osztályának a gödényalakúak (Pelecaniformes) rendjébe, ezen belül a gémfélék (Ardeidae) családjába tartozó faj.

## Rendszerezése
A fajt Thomas Horsfield amerikai ornitológus írta le 1821-ben, az Ardea nembe Ardea speciosa néven.

## Alfajai
- Ardeola speciosa continentalis Salomonsen, 1933
- Ardeola speciosa speciosa (Horsfield, 1821)[2]

## Előfordulása
Indonézia, a Fülöp-szigetek, Kambodzsa, Malajzia, Mianmar, Szingapúr, Thaiföld és Vietnám területén honos. Természetes élőhelyei a szubtrópusi és trópusi mangroveerdők, lápok, mocsarak és tavak környéke, valamint szezonálisan elöntött mezőgazdasági területek. Állandó, nem vonuló faj.

## Megjelenése
Testhossza 45 centiméter.

## Természetvédelmi helyzete
Az elterjedési területe nagyon nagy, egyedszáma 6700-67000 példány közötti. A Természetvédelmi Világszövetség Vörös listáján nem fenyegetett fajként szerepel.